# 臺灣省棒球協會
臺灣省棒球協會，全稱臺灣省體育會棒球協會，是根據《臺灣省體育會組織規則》成立的棒球運動主辦機構，協會組織由全臺灣省選出委員組成委員會，又稱臺灣省棒球委員會。

## 沿革
1948年10月31日，臺灣省棒球協會成立，由時任台灣省政府教育廳副廳長兼台灣省合作金庫理事長謝東閔擔任首任理事長，謝國城擔任常務理事，莊加恩擔任總幹事
1967年5月12日，配合台北市升格為直轄市，將省屬事務與全國性事務分離。其中全國性事務部分改組為中華全國棒球委員會，隸屬於中華全國體育協進會。省屬事務部分則繼續運作，至1998年凍省為止。
在1967年全國性棒球組織尚未成立前，台灣省棒球委員會同時負責實質上的全國性棒球運動推廣，曾組隊參加1954年的第一屆亞洲盃棒球賽，並獲得第二屆亞洲盃棒球賽的主辦權，但因當時台灣並沒有適合的場地而作罷。

## 組織
臺灣省棒球協會的組織是由全臺灣省選出委員若干人組成委員會，委員中選出常務委員若干人組成常務委員會，常務委員互選主任委員1人代表協會主宰會務，並在常務委員中選1人為總幹事主辦日常業務；另在各縣市設有棒球委員會為分支機構。

### 歷屆主任委員
- 謝東閔：1949年~1972年6月20日
- 謝國城：1972年6月21日~1974年11月7日
- 林丁山：1974年11月8日~？
- 陳明輝：